# Diecéze Adada
Diecéze Adada je titulární diecéze římskokatolické církve.

## Historie
Adada identifikovatelné s městem Karabaulo v dnešním Turecku, bylo starobylé biskupské sídlo nacházející se v římské provincii Pisídie. Byla součástí  konstantinopolského patriarchátu a sufragánnou arcidiecéze Antiochie v Pisídii.
Diecéze je zapsána v Notitiae Episcopatuum ze 12. století.
Známe pět biskupů tohoto sídla. Ananias který se roku 381 zúčastnil Prvního konstantinopolského koncilu. Eutropius zúčastněný roku 451 chalkedonského koncilu. Ioannes zúčastněný roku 692 Trullské synody. Niceforus který se zúčastnil roku 787 Druhého nikajského koncilu a Basilius zúčastněný  Čtvrtého konstantinopolského koncilu.
Dnes je využívána jako titulární biskupské sídlo; v současnosti nemá svého titulárního biskupa.

## Seznam biskupů
- Ananias (zmíněn roku 381)
- Eutropius (zmíněn roku 451)
- Ioannes (zmíněn roku 692)
- Niceforus (zmíněn roku 787)
- Basilius (před rokem 869 – po roce 879)

## Seznam titulárních biskupů
- James Downey, C.M. (1922–1927)
- Alessandro Guidati (1927–1929)
- Ivan Latyševskyj (1929–1957)
- André Pailler (1960–1964)
- Conrad Dubbelman, O. Praem. (1965–1977)